# Cestistica Azzurra Orvieto 2015-2016
Questa voce raccoglie le informazioni riguardanti la Cestistica Azzurra Orvieto nelle competizioni ufficiali della stagione 2015-2016.

## Stagione
La stagione 2015-2016 della Azzurra Orvieto, sponsorizzata Ceprini Costruzioni e Pinkisbetter come sponsor tecnico, è la quarta consecutiva che disputa in Serie A1 femminile.
L'allenatore Massimo Romano viene confermato alla guida della squadra.

## Verdetti stagionali
Competizioni nazionali
- Serie A1:

stagione regolare: 12º posto su 14 squadre (7-19);
play-off: primo turno perso contro San Martino di Lupari (0-2).

## Rosa
|    | Naz.                   | Ruolo | Sportivo            | Anno | Alt. |  |       |
| -- | ---------------------- | ----- | ------------------- | ---- | ---- |  | ----- |
| 5  | Italia (bandiera)      |       | Valentina Bonaccini | 1997 |      |  | [ 4 ] |
| 5  | Bulgaria (bandiera)    | A     | Hristina Ivanova    | 1989 | 185  |  | [ 5 ] |
| 5  | Italia (bandiera)      |       | Sara Hattab         | 1999 |      |  | [ 6 ] |
| 6  | Italia (bandiera)      | PG    | Elena Capolicchio   | 1992 | 169  |  |       |
| 7  | Italia (bandiera)      | G     | Roberta Di Gregorio | 1990 | 172  |  | [ 7 ] |
| 8  | Italia (bandiera)      | P     | Valentina Baldelli  | 1989 | 170  |  |       |
| 9  | Stati Uniti (bandiera) | G     | Blake Dietrick      | 1993 | 180  |  |       |
| 10 | Italia (bandiera)      | A     | Azzurra Gaglio      | 1989 | 183  |  |       |
| 11 | Canada (bandiera)      | C     | Taryn Wicijowski    | 1991 | 193  |  |       |
| 15 | Italia (bandiera)      | A     | Maria Miccoli       | 1995 | 182  |  |       |
| 17 | Italia (bandiera)      | A     | Emilia Bove         | 1988 | 185  |  |       |
| 18 | Italia (bandiera)      | G     | Elisa Mancinelli    | 1995 | 175  |  |       |
| 20 | Croazia (bandiera)     | A     | Jelena Ivezić       | 1984 | 184  |  | [ 8 ] |
| 20 | Italia (bandiera)      | G     | Giulia Colantoni    | 1998 | 170  |  |       |
| 21 | Italia (bandiera)      | P     | Selene Grilli       | 1999 | 155  |  |       |

## Mercato

### Sessione estiva
Riconferme per il capitano e play Valentina Baldelli, per le ali Azzurra Gaglio ed Emilia Bove, la guardia Roberta Di Gregorio. La società ha inoltre effettuato i seguenti trasferimenti:
| Acquisti | Acquisti          | Acquisti             | Acquisti      |
| R.       | Nome              | da                   | Modalità      |
| -------- | ----------------- | -------------------- | ------------- |
| A        | Hristina Ivanova  | Montana 2003         | definitivo    |
| PG       | Elena Capolicchio | Interclub Muggia     | fine prestito |
| G        | Blake Dietrick    | Princeton Tigers     | definitivo    |
| C        | Taryn Wicijowski  | Utah Utes            | definitivo    |
| A        | Maria Miccoli     | Ginn. Triestina      | definitivo    |
| G        | Elisa Mancinelli  | Virtus Basket Ariano | definitivo    |

| Cessioni | Cessioni             | Cessioni             | Cessioni       |
| R.       | Nome                 | a                    | Modalità       |
| -------- | -------------------- | -------------------- | -------------- |
| PG       | Joanna Dekira Harden | D.S. Tokio de Posada | fine contratto |
| P        | Marta Granzotto      | Cest. Spezzina       | fine contratto |
| AC       | Silvia Sarni         | Umbertide            | fine contratto |
| AC       | Giulia Ridolfi       | S. Salv. Selargius   | fine contratto |
| C        | Renata Březinová     | Basket Parma         | fine contratto |
| G        | Kirby Burkholder     | Wash. Mystics        | fine contratto |

### Sessione autunnale-invernale
| Acquisti | Acquisti      | Acquisti    | Acquisti   |
| R.       | Nome          | da          | Modalità   |
| -------- | ------------- | ----------- | ---------- |
| A        | Jelena Ivezić | Dike Napoli | definitivo |

| Cessioni | Cessioni            | Cessioni           | Cessioni                |
| R.       | Nome                | a                  | Modalità                |
| -------- | ------------------- | ------------------ | ----------------------- |
| G        | Roberta Di Gregorio | S. Salv. Selargius | definitivo              |
| A        | Hristina Ivanova    | -                  | risoluzione consensuale |

## Risultati

### Campionato

#### Girone di andata
| Napoli 3 ottobre 2015, ore 14:00 CEST 1ª giornata | GEAS | 61 – 58 (13-17; 26-35; 39-40) referto | Azzurra Orvieto | PalaVesuvio |

| Porano 11 ottobre 2015, ore 18:00 CEST 2ª giornata | Azzurra Orvieto | 67 – 54 (18-15; 35-34; 59-42) referto | PB63 Battipaglia | Palazzetto dello Sport |

| San Martino di Lupari 18 ottobre 2015, ore 18:00 CEST 3ª giornata | San Martino | 74 – 63 (21-21; 36-34; 55-48) referto | Azzurra Orvieto | Palazzetto dello Sport |

| Porano 25 ottobre 2015, ore 16:00 CET 4ª giornata | Azzurra Orvieto | 70 – 55 (18-17; 37-27; 60-46) referto | CUS Cagliari | Palazzetto dello Sport |

| Parma 1º novembre 2015, ore 18:00 CET 5ª giornata | Basket Parma | 79 – 56 (16-20; 36-35; 62-44) referto | Azzurra Orvieto | PalaCiti |

| Lucca 8 novembre 2015, ore 18:00 CET 6ª giornata | Le Mura Lucca | 68 – 56 (16-8; 28-24; 54-42) referto | Azzurra Orvieto | PalaTagliate |

| Porano 14 novembre 2015, ore 20:30 CET 7ª giornata | Azzurra Orvieto | 49 – 52 (19-14; 29-22; 39-34) referto | Pall. Torino | Palazzetto dello Sport |

| Ragusa 29 novembre 2015, ore 19:00 CET 8ª giornata | Eirene Ragusa | 91 – 49 (28-9; 48-25; 74-37) referto | Azzurra Orvieto | PalaMinardi |

| Porano 6 dicembre 2015, ore 18:00 CET 9ª giornata | Azzurra Orvieto | 62 – 69 (14-16; 29-33; 45-47) referto | Vigarano | Palazzetto dello Sport |

| Arbitri: | Valerio Salustri (Roma) Alessandro Buttinelli (Roma) Francesco Meneghini (Thiene) |

|            |          |                                    |
| Ivezić 20  | Punti    | 14 Wicijowski                      |
| Pastore 5  | Assist   | 2 Dietrick, Mancinelli, Wicijowski |
| Burdick 14 | Rimbalzi | 13 Wicijowski                      |

| Arbitri: | Jacopo Pazzaglia (Pesaro) Michela Padovano (Bari) Alessio Dionisi (Fabriano) |

|               |          |              |
| Wicijowski 15 | Punti    | 14 Christmas |
| Dietrick 3    | Assist   |              |
| Wicijowski 8  | Rimbalzi | 10 Christmas |

| Arbitri: | Alessandro Costa (Livorno) Andrea Bongiorni (Pisa) Elena Colazzo (Milano) |

|                   |          |                         |
| Simmons 24        | Punti    | 15 Baldelli, Wicijowski |
| Pertile, Tikvić 8 | Rimbalzi | 8 Dietrick, Wicijowski  |

| Arbitri: | Paolo Lestingi (Anzio) Rosa Anna Nocera (Catanzaro) Simone Patti (Montesilvano) |

|               |          |                    |
| Dietrick 16   | Punti    | 22 Bestagno        |
| Wicijowski 4  | Assist   | 3 Battisodo        |
| Wicijowski 15 | Rimbalzi | 7 Anderson, Walker |

#### Girone di ritorno
| Porano 10 gennaio 2016, ore 18:00 CET 14ª giornata | Azzurra Orvieto | 74 – 62 (26-13; 48-23; 62-43) referto | GEAS | Palazzetto dello Sport |

| Battipaglia 17 gennaio 2016, ore 18:00 CET 15ª giornata | PB63 Battipaglia | 91 – 76 (23-16; 48-40; 72-56) referto | Azzurra Orvieto | PalaZauli |

| Arbitri: | Gianluca Capotorto (Palestrina) Alessandro Saraceni (Zola Predosa) Vito Modesto Stoppa (Ferrara) |

|              |          |                      |
| Ivezić 24    | Punti    | 18 Davis 17 Pașcalău |
| Baldelli 7   | Assist   | 3 Filippi, Gianolla  |
| Wicijowski 7 | Rimbalzi | 7 Bailey             |

| Arbitri: | Alessio Fabiani (Altopascio) Salvatore Nuara (Selvazzano Dentro) Chiara Maria Agnese Vanzini (Milano) |

|             |          |                        |
| Prahalis 38 | Punti    | 18 Ivezić              |
| Prahalis 9  | Assist   | 4 Baldelli             |
| Milić 15    | Rimbalzi | 7 Dietrick, Wicijowski |

| Porano 7 febbraio 2016, ore 18:00 CET 18ª giornata | Azzurra Orvieto | 73 – 63 (22-11; 32-30; 58-45) referto | Basket Parma | Palazzetto dello Sport |

| Porano 28 febbraio 2016, ore 18:00 CET 19ª giornata | Azzurra Orvieto | 46 – 66 (8-22; 15-37; 36-51) referto | Le Mura Lucca | Palazzetto dello Sport |

| Moncalieri 2 marzo 2016, ore 20:30 CET 20ª giornata | Pall. Torino | 67 – 78 (14-18; 33-38; 46-53) referto | Azzurra Orvieto | PalaEinaudi |

| Porano 6 marzo 2016, ore 17:00 CET 21ª giornata | Azzurra Orvieto | 56 – 66 (14-14; 22-30; 39-51) referto | Eirene Ragusa | Palazzetto dello Sport |

| Vigarano Mainarda 14 marzo 2016, ore 20:45 CET 22ª giornata | Vigarano | 59 – 55 (d.1t.s.) (21-16; 31-27; 38-44; 51-51) referto | Azzurra Orvieto | PalaVigarano |

| Porano 20 marzo 2016, ore 18:00 CET 23ª giornata | Azzurra Orvieto | 47 – 79 (14-19; 27-41; 37-58) referto | Dike Napoli | Palazzetto dello Sport |

| Mestre 26 marzo 2016, ore 20:30 CET 24ª giornata | Reyer Venezia | 85 – 56 (11-14; 35-34; 63-48) referto | Azzurra Orvieto | Palasport Taliercio |

| Porano 13 febbraio 2016, ore 18:00 CET 25ª giornata | Azzurra Orvieto | 73 – 78 (d.1t.s.) (18-24; 32-43; 58-59; 69-69) referto | Umbertide | Palazzetto dello Sport |

| Arbitri: | Angelo Bramante Stefano Del Greco Giacomo Dori |

|                      |          |             |
| Anderson 23          | Punti    | 15 Dietrick |
| Macchi 6             | Assist   | 3 Baldelli  |
| Anderson, Bestagno 6 | Rimbalzi | 4 Bove      |

#### Play-off
| Arbitri: | Silvia Marziali Daniela Bellamio Valentina Del Monaco |

|                                    |          |           |
| Dietrick 17                        | Punti    | 17 Davis  |
| Dietrick, Mancinelli, Wicijowski 3 | Assist   | 3 Davis   |
| Dietrick, Mancinelli 6             | Rimbalzi | 10 Bailey |

| Arbitri: | Umberto Tallon Veronica Restuccia Chiara Maria Agnese Vanzini |

|                      |          |               |
| Sbrissa 17           | Punti    | 14 Wicijowski |
| Gianolla, Pașcalău 4 | Assist   |               |
| Davis 6              | Rimbalzi | 13 Wicijowski |

## Statistiche

### Statistiche di squadra
| Competizione | Punti | In casa | In casa | In casa | In casa | In casa | In trasferta | In trasferta | In trasferta | In trasferta | In trasferta | Totale | Totale | Totale | Totale | Totale | Totale |
| Competizione | Punti | G       | V       | P       | Ptf     | Pts     | G            | V            | P            | Ptf          | Pts          | G      | V      | P      | Ptf    | Pts    | Diff.  |
| ------------ | ----- | ------- | ------- | ------- | ------- | ------- | ------------ | ------------ | ------------ | ------------ | ------------ | ------ | ------ | ------ | ------ | ------ | ------ |
| Serie A1     | 14    | 13      | 5       | 8       | 794     | 853     | 13           | 2            | 11           | 795          | 990          | 26     | 7      | 19     | 1589   | 1843   | -254   |
| Play-off     |       | 1       | 0       | 1       | 59      | 76      | 1            | 0            | 1            | 49           | 71           | 2      | 0      | 2      | 108    | 147    | -39    |
| Totale       | 14    | 14      | 5       | 9       | 853     | 929     | 14           | 2            | 12           | 844          | 1061         | 28     | 7      | 21     | 1697   | 1990   | -293   |

### Statistiche delle giocatrici
Campionato: stagione regolare e play-off
| Giocatrice          | Partite | Partite | Partite | Pun | Min. | Falli | Falli | Tiri da 2 | Tiri da 2 | Tiri da 2 | Tiri da 3 | Tiri da 3 | Tiri da 3 | Tiri Liberi | Tiri Liberi | Tiri Liberi | Rimbalzi | Rimbalzi | Rimbalzi | Stopp. | Stopp. | Palle | Palle | Ass | Val. | Val.  | A+dP |
| Giocatrice          | Pr      | PG      | SF      | Pun | Min. | C     | S     | R         | T         | %         | R         | T         | %         | R           | T           | %           | O        | D        | T        | D      | S      | P     | R     | Ass | Lega | OER   | A+dP |
| ------------------- | ------- | ------- | ------- | --- | ---- | ----- | ----- | --------- | --------- | --------- | --------- | --------- | --------- | ----------- | ----------- | ----------- | -------- | -------- | -------- | ------ | ------ | ----- | ----- | --- | ---- | ----- | ---- |
| Blake Dietrick      | 27      | 27      | 27      | 419 | 1002 | 68    | 78    | 92        | 199       | 46,2      | 60        | 166       | 36,1      | 55          | 72          | 76,4        | 29       | 124      | 153      | 4      | 25     | 97    | 56    | 63  | 353  | 85,15 | 22   |
| Taryn Wicijowski    | 28      | 27      | 26      | 326 | 940  | 76    | 99    | 133       | 245       | 54,3      | 0         | 1         | 0,0       | 60          | 92          | 65,2        | 79       | 159      | 238      | 13     | 8      | 69    | 32    | 40  | 450  | 84,07 | 3    |
| Valentina Baldelli  | 28      | 27      | 26      | 224 | 782  | 59    | 80    | 35        | 99        | 35,4      | 37        | 93        | 39,8      | 43          | 55          | 78,2        | 21       | 54       | 75       | 3      | 3      | 72    | 34    | 45  | 195  | 77,86 | 7    |
| Jelena Ivezić       | 13      | 13      | 13      | 217 | 447  | 29    | 50    | 70        | 146       | 47,9      | 11        | 54        | 20,4      | 44          | 55          | 80,0        | 8        | 50       | 58       |        | 7      | 49    | 12    | 29  | 151  | 77,31 | -8   |
| Emilia Bove         | 28      | 28      | 24      | 165 | 632  | 78    | 31    | 46        | 140       | 32,9      | 16        | 56        | 28,6      | 25          | 32          | 78,1        | 13       | 96       | 109      | 2      | 8      | 62    | 14    | 18  | 50   | 58,00 | -30  |
| Elisa Mancinelli    | 28      | 28      | 4       | 111 | 559  | 56    | 43    | 41        | 93        | 44,1      | 3         | 35        | 8,6       | 20          | 34          | 58,8        | 16       | 52       | 68       | 5      | 7      | 41    | 40    | 35  | 100  | 53,82 | 34   |
| Maria Miccoli       | 28      | 28      | 1       | 79  | 348  | 60    | 21    | 25        | 65        | 38,5      | 7         | 21        | 33,3      | 8           | 10          | 80,0        | 19       | 40       | 59       | 1      | 8      | 29    | 17    | 9   | 33   | 51,07 | -3   |
| Azzurra Gaglio      | 28      | 28      | 10      | 71  | 481  | 58    | 27    | 29        | 78        | 37,2      | 0         | 4         | 0,0       | 13          | 32          | 40,6        | 29       | 62       | 91       | 5      | 3      | 39    | 11    | 13  | 46   | 54,82 | -15  |
| Hristina Ivanova    | 9       | 9       | 9       | 48  | 224  | 13    | 17    | 14        | 45        | 31,1      | 1         | 23        | 4,3       | 17          | 22          | 77,3        | 2        | 21       | 23       |        | 3      | 12    | 8     | 3   | 13   | 43,78 | -1   |
| Roberta Di Gregorio | 19      | 16      |         | 28  | 149  | 16    | 16    | 5         | 16        | 31,2      | 5         | 20        | 25,0      | 3           | 8           | 37,5        | 3        | 16       | 19       |        |        | 13    | 8     | 6   | 17   | 26,37 | 1    |
| Elena Capolicchio   | 27      | 7       |         | 5   | 39   | 5     |       | 1         | 5         | 20,0      | 1         | 5         | 20,0      |             |             |             |          | 1        | 1        |        | 1      | 4     | 1     | 1   | -10  | 2,33  | -2   |
| Selene Grilli       | 19      | 9       |         | 4   | 28   | 2     | 1     | 2         | 3         | 66,7      | 0         | 1         | 0,0       |             |             |             |          | 1        | 1        |        |        | 3     |       | 1   |      | 3,53  | -2   |
| Giulia Colantoni    | 17      | 5       |         |     | 10   |       | 1     |           |           |           |           |           |           | 0           | 2           | 0,0         |          |          |          |        | 1      |       |       |     | -2   | 0,00  |      |
| Valentina Bonaccini | 5       | 4       |         |     | 9    |       | 1     | 0         | 2         | 0,0       |           |           |           |             |             |             |          | 2        | 2        |        |        |       |       |     | 1    | 0,00  |      |
| Sara Hattab         | 1       |         |         |     |      |       |       |           |           |           |           |           |           |             |             |             |          |          |          |        |        |       |       |     |      | 0,00  |      |